# Грудуле, Мара
Мара Грудуле (латыш. Māra Grudule; род. 1 марта 1963, Рига) — советский и латвийский литературовед. Доктор филологии. Лауреат Большой медали Академии наук Латвии (2022), Латвийской литературной премии (2006 и 2018 года) и Премии АН Латвии имени Вилиса Плудониса (2020). Профессор факультета гуманитарных наук Латвийского университета. Ведущий научный сотрудник Института литературы, фольклора и искусства Латвийского университета. Член-корреспондент АН Латвии.
В 1987 году окончила Латвийский университет, в 1999 году аспирантуру с диссертаций «Представление о жизненном пути человека в латышской литературе 17 и 18 веков» («Cilvēka dzīves gaitas attēlojums 17. un 18. gadsimta latviešu literatūrā»).
Научные интересы — литература Латвии 16-19 столетий и Балтийская немецкая культура. Очерки о раннем этапе развития латышской письменности публиковались в сборниках статей и периодических изданиях. Автор нескольких обширных монографических исследований в коллективных монографиях — раздела «Немецко-балтийская литература 1890—1939» в книге «Немецкая литература и Латвия 1890—1945» и раздела «Эстонцы и литовцы — культура и литература в латышских книгах и периодических изданиях XVII—XIX веков» в книге «Латыши, эстонцы и литовцы: литературные и культурные контакты». Мара Грауде участвовала в разработке коллективного исследования «Латвия: миграция культур» (2019), внесла вклад в энциклопедическое издание «Латвия и латыши».